# Eremochelis kerni
Eremochelis kerni är en spindeldjursart som beskrevs av Muma 1989. Eremochelis kerni ingår i släktet Eremochelis och familjen Eremobatidae. Inga underarter finns listade i Catalogue of Life.